# Filar Zaremby

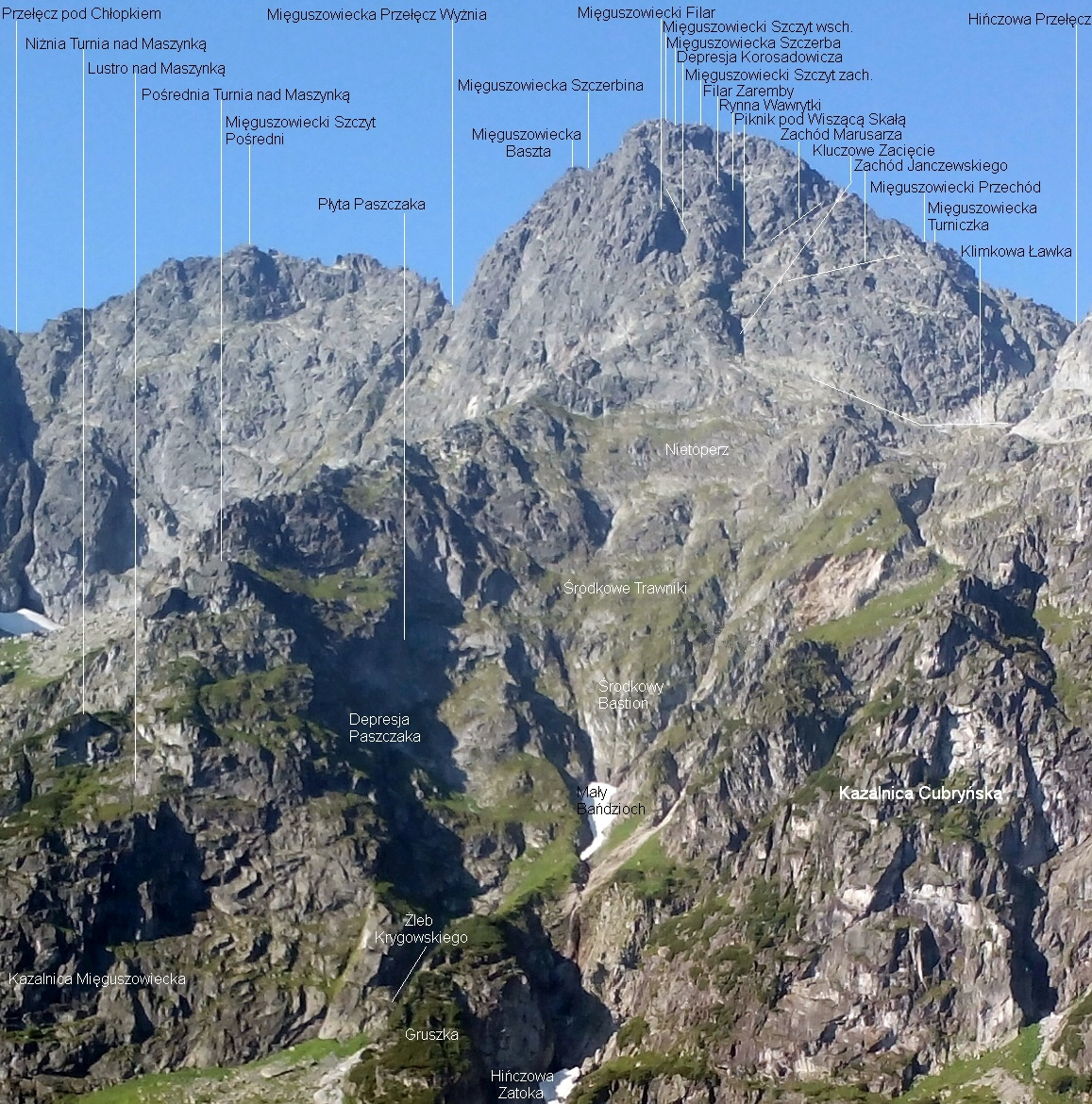
Formacje skalne na północnej ścianie Mięguszowieckiego Szczytu

Filar Zaremby – filar w górnej części północnej ściany Mięguszowieckiego Szczytu w polskich Tatrach Wysokich. Jest to jeden z dwóch filarów Mięguszowieckiego Szczytu po północnej stronie (drugi to Mięguszowiecki Filar).
Filar Zaremby opada na północ z jego wschodniego wierzchołka oddzielając dwie wklęsłe formacje. Po wschodniej stronie jest to Depresja Korosadowicza, po zachodniej Rynna Wawrytki. Kończy się przewieszoną ścianą nad dużą nyżą o nazwie Piknik pod Wiszącą Skałą.
Filarem Zaremby prowadzą niektóre warianty dróg wspinaczkowych na Mięguszowiecki Szczyt:
1. Superdirettissima (od ostrogi Gruszki przez Mały Bańdzioch, rysę w Środkowym Bastionie, środkową część Nietoperza, Kluczowe Zacięcie i Rynnę Wawrytki; V, A0, czas przejścia (zimą) 12 godz.[2]
2. Direttissima; V, 8 godz.
3. Droga klasyczna; II, 4 godz.[2].

Nazwa filara pochodzi od matematyka i taternika Stanisława Zaremby. Wraz z Czesławem Bajerem byli pierwszymi, którzy przeszli tym filarem. S. Zaremba sporządził obszerny opis tego przejścia, ale bez wyceny trudności. Później oceniono przejście Filarem Zaremby na III w skali tatrzańskiej.

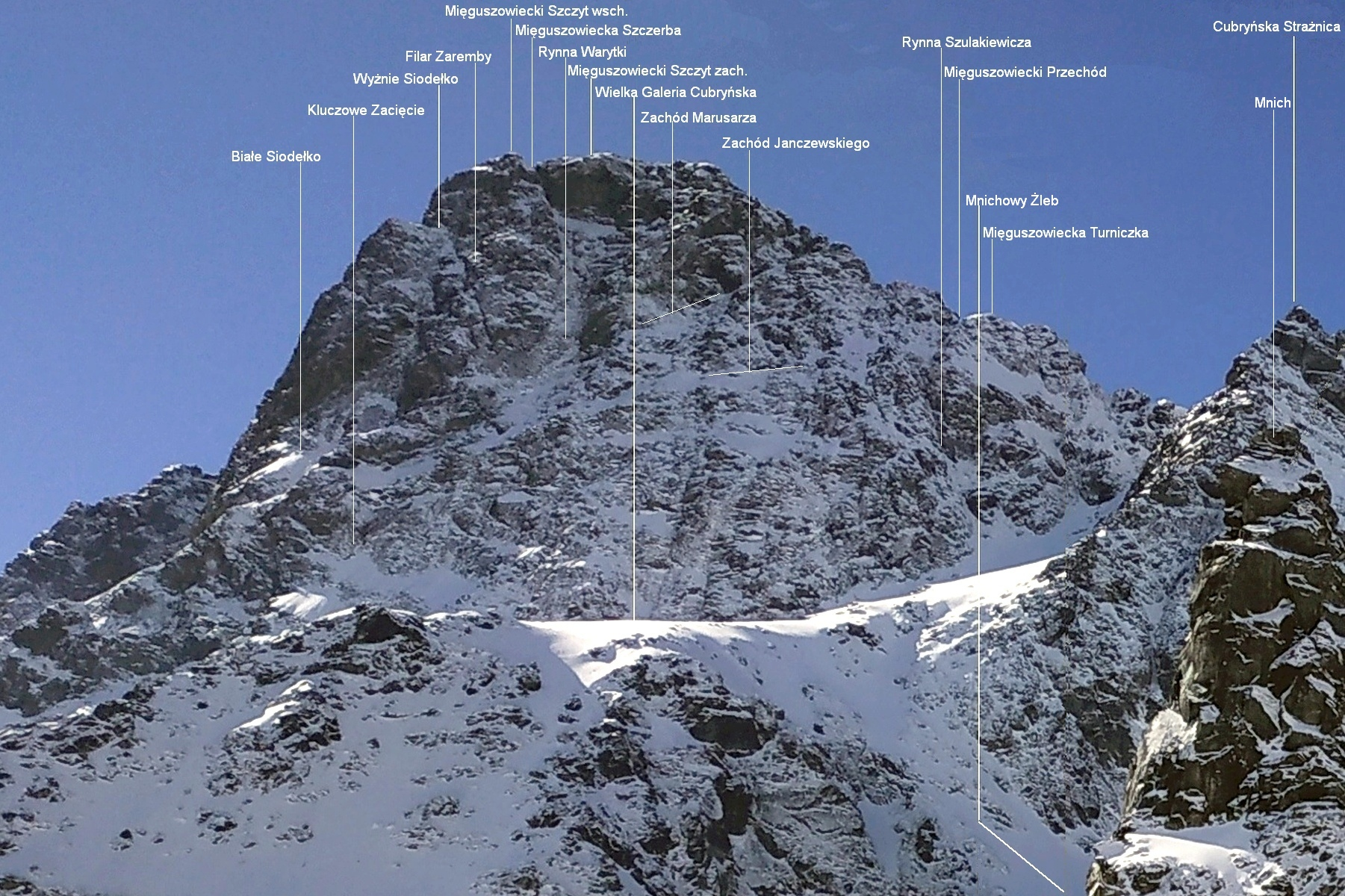

.